# Eriophorum angustifolium
La hierba algodonera  (Eriophorum angustifolium) es una especie de la familia de las cyperáceas.

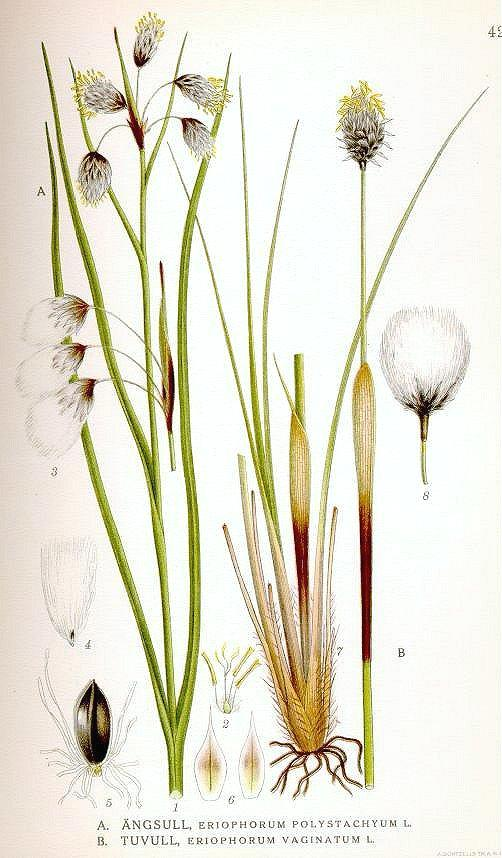
Ilustración

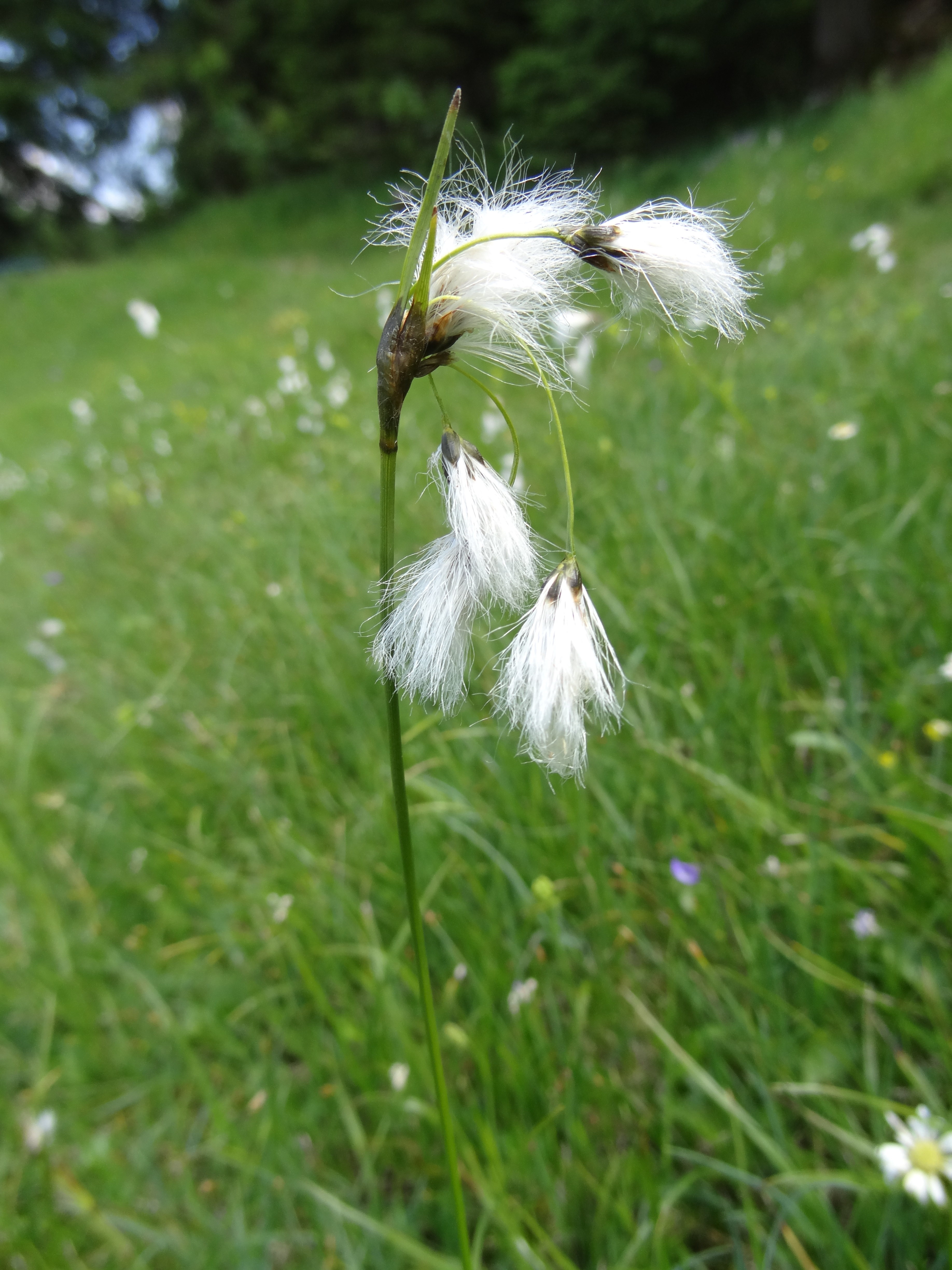
Vista de la planta

## Caracteres
Planta perenne, erecta, rizomatosa. Tallos cilíndricos, salvo en el ápice. Hojas bien desarrolladas de 3-6 mm de ancho, acanaladas por el haz. Espiguillas fructíferas con pinceles blancos, con pelos (setas) de 3-5 cm, casi inclindas tras la floración, sostenidas por pedicelos lisos y delgados.

## Hábitat
Prados húmedos y encharcados, orillas de manantiales con pH ácido.

## Distribución
En Europa, sobre todo en el norte, Asia, Norteamérica y  Groenlandia. En España se encuentra en la cordillera Cantábrica (norte de Castilla y León) y el Pirineo. En Suiza es llamada minalva y abunda en la zona de la Alta Engadina en el Cantón de los Grisones .

## Taxonomía
Eriophorum angustifolium fue descrita por Gerhard August Honckeny y publicado en Vollständiges Systematisches Verzeichniss Aller Gewächse Teutschlandes 1: 153. 1782.
Etimología
Eriophorum: nombre genérico que deriva del griego antiguo Erióphorum = que produce lana o algodón –gr. érion, -ou n. = lana, algodón; gr. phorós, -ón = que lleva en sí, que produce. Por el aspecto algodonoso de las infrutescencias, al estar cada perianto formado por un anillo denso de cerdas acrescentes y muy blancas.
angustifolium: epíteto latíno que significa "con hojas estrechas"
Subespecies
- Eriophorum angustifolium subsp. komarovii (V.N.Vassil.) Vorosch.
- Eriophorum angustifolium subsp. triste (T.C.E.Fr.) Hultén

Sinonimia
- Eriophorum alpicola Schur
- Eriophorum dubium Hegetschw.
- Eriophorum gracile Sm.
- Eriophorum intermedium Bastard
- Eriophorum minus Dalla Torre
- Eriophorum monostachion Groschke
- Eriophorum ocreatum A.Nelson
- Eriophorum paniculatum (Lam.) Gaterau
- Eriophorum polystachion L.
- Eriophorum subarcticum V.N.Vassil.
- Eriophorum vaillantii Poit. & Turpin
- Eriophorum vulgare (Hill) Druce
- Linagrostis paniculata Lam.
- Linagrostis polystachia (L.) Scop.
- Linagrostis vulgaris Hill
- Plumaria angustifolia (Honck.) Bubani
- Scirpus angustifolius (Honck.) T.Koyama
- Scirpus speciosus Salisb.[4]